# Ténindougou
Ténindougou est une commune rurale du Mali, dans le cercle de Fana et la région de Dioïla. Elle a pour chef-lieu la localité de Falako.

## Villages
La commune s'étend sur 3 villages relevés lors du recensement général de 2009. 
- Falako (7 700 habitants) ;
- Sountiani (6 272 habitants) ;
- N'Golokorola (611 habitants).

## Lien
- Plan de securité alimentaire - commune rurale de Ténindougou 2008-2012, Reliefweb.